# レバン・ダトゥナシヴィリ
レバン・ダトゥナシヴィリ（グルジア語: ლევან დათუნაშვილი、Levan Datunashvili、1983年1月18日 - ）は、ジョージアのラグビーユニオン選手。

## プロフィール
- ジョージア・トビリシ出身[1]。
- ポジションはロック(LO)。
- 身長 196cm、体重 114kg
- ジョージア代表通算キャップ数は75でラグビーワールドカップ2007・ラグビーワールドカップ2011・ラグビーワールドカップ2015のジョージア代表に選ばれた[2]。

## 略歴
オーリヤックを経て、2017年、スタッド・ランゴンナイスに加入。
2018年、現役引退。